# Hypochrysops hippuris
Hypochrysops hippuris är en fjärilsart som beskrevs av William Chapman Hewitson 1874. Hypochrysops hippuris ingår i släktet Hypochrysops och familjen juvelvingar. Inga underarter finns listade i Catalogue of Life.